# Yuri Landman
Yuri Landman (ur. 1 lutego 1973) – holenderski kompozytor, muzyk, twórca instrumentów muzycznych.

## Życiorys
Yuri Landman urodził się w 1973 roku, z wykształcenia jest grafikiem. Landman przez lata rysował komiksy. Karierę muzyczną rozpoczynał w zespołach Zoppo i Avec-A, gdzie od 1997 roku grał na basie. 
Pierwszy ze swoich instrumentów zbudował w 2001 roku, inspirując się formą gitary elektrycznej. Po odejściu z zespołu Avec-A Landman zajął się wyłącznie budowaniem instrumentów. Brał udział w niezliczonych projektach muzycznych grając i nagrywając z takimi muzykami jak Lee Ranaldo, Thurston Moore, Rhys Chatham, Enon, Wessel Westerveld (Intonarumori), Einstürzende Neubauten, Blood Red Shoes, Melt-Banana, Liars, Jad Fair, Bart Hopkin i innymi. W 2016 roku zbudowano na wniosek Premier Guitar, gitary Thurston Moore. Od kilku lat dzieli się swoją pasją z innymi – prowadzi warsztaty z tworzenia unikatowych gitar, wygłasza wykłady dotyczące aranżacji przydomowych pracowni lutniczych oraz technik tworzenia instrumentów. Landman gościnnie wykłada na holenderskich i angielskich uczelniach wyższych, a jego teksty o muzyce ukazywały się między innymi w Guardianie, Libération, El País, Frankfurter Allgemeine Zeitung. 
Współpracuje z WORM (Rotterdam), Muziekgebouw aan 't IJ (Amsterdam), Extrapool (Nijmegen]], De Toonzaal (Den Bosch), Flipside (Eindhoven), Sonoscopia (Porto), MoTA (Lublana), Liebig 12 (Berlin) i Maajaam (Otepää).

## Instrumenty muzyczne

### 2006

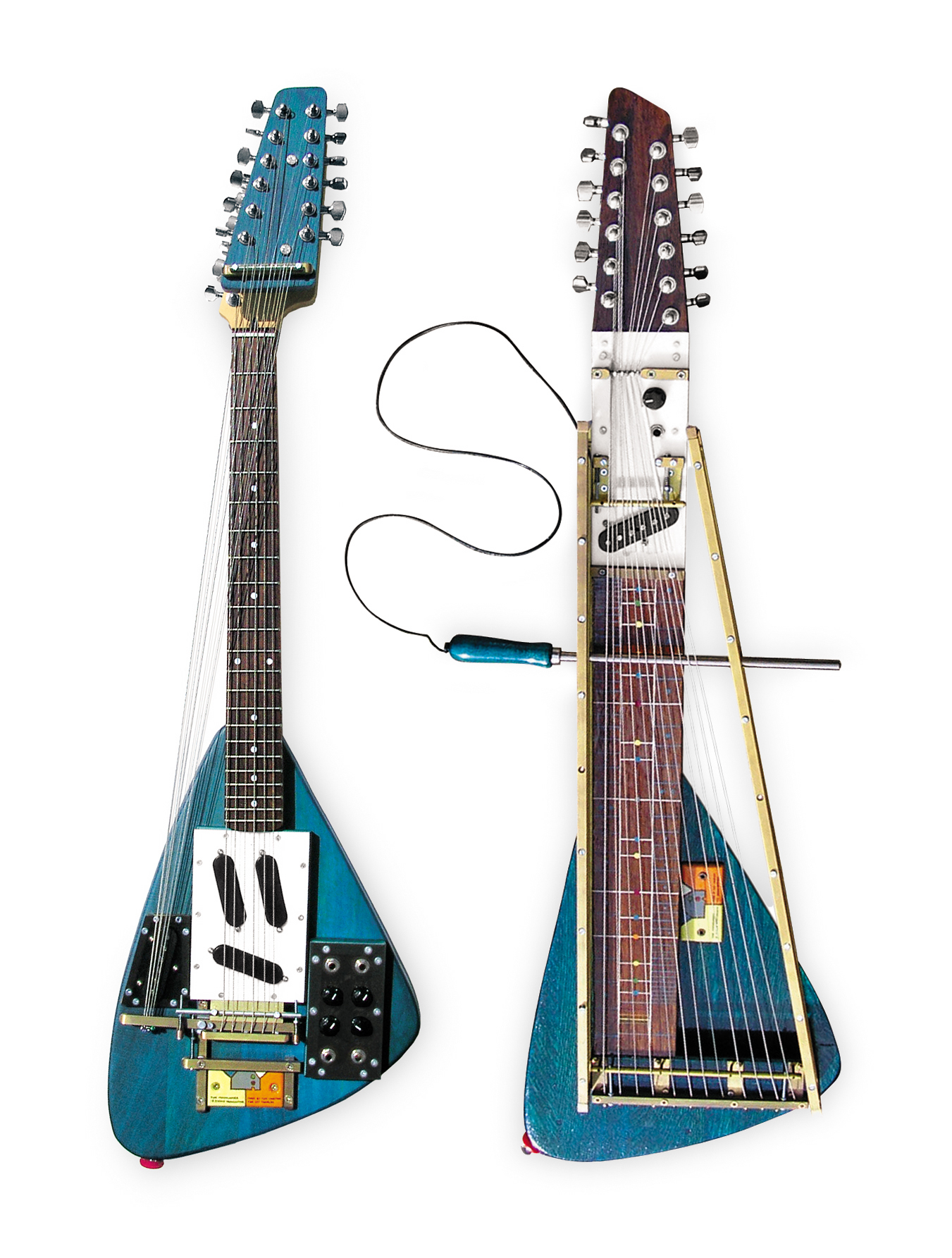
Yuri Landman, Moonlander & Moodswinger

- Moodswinger (Liars, The Luyas)

### 2007
- Moonlander (Sonic Youth)

### 2008
- Bachelor QS (Half Japanese)
- Springtime (Blood Red Shoes, dEUS)

### 2009
- Twister (Enon)
- Tafelberg (Liam Finn)
- Burner (The Veils)

### 2009–2013
- Home Swinger: (Kaki King, Jad Fair)
- White Eagle: Rhys Chatham

## Dyskografia
- Zoppo – Chi pratica lo impare zoppicare lp (1998)
- Zoppo – Nontonnen promo 7" (1998)
- Zoppo – Double the fun splitt 7" (1999)
- Zoppo – Belgian Style Pop cd (1999)
- Avec Aisance – Vivre dans l'aisance cd (2004)
- Yuri Landman Ensemble featuring Jad Fair & Philippe Petit – That's Right, Go Cats (cd 2012 Thick Syrup Records, lp 2012 Siluh Records)
- Bismuth – s/t, (lp 2014, Geertruida Records)

## Film dokumentalny
- Alles Tot Dit, 2013